# Mont Organisé (ort)
Mont Organisé är en ort i Haiti.   Den ligger i departementet Nord-Est, i den nordöstra delen av landet, 110 km nordost om huvudstaden Port-au-Prince. Mont Organisé ligger 670 meter över havet och antalet invånare är 2 104.
Terrängen runt Mont Organisé är huvudsakligen kuperad, men åt nordost är den platt. Runt Mont Organisé är det ganska tätbefolkat, med 108 invånare per kvadratkilometer. Närmaste större samhälle är Capotille, 9,7 km nordost om Mont Organisé. Omgivningarna runt Mont Organisé är en mosaik av jordbruksmark och naturlig växtlighet.